# レイプとジェンダー
レイプとジェンダーは密接な係わり合いにある。それぞれのレイプには明らかな差は認められるが、その全てにおいて、社会的に阻害された感覚がつきまとう。
レイプと強姦は本来同じであるが、ここではレイプに用語を統一する。口腔性交（oral intercourse）や肛門性交（anal intercourse）などを含めるかに関しては国や州によって異なる。本項目では便宜上いずれもレイプとして扱うが、法律上の定義とは必ずしも一致しない。

## 男性による女性のレイプ
男性による女性のレイプは、最も良く知られているレイプである。基本的に幼い方が狙われやすい傾向があるが、レイプは幼児から老人まで、あらゆる年齢で被害を受け得る。また、生まれつき社会的に女性として扱われた女性のみではなく、女性に性転換した元男性も含まれる。
女性へのレイプに関する間違った考え方は、オルガスムを感じた場合、レイプに同意しているとみなすことである。だが、性的接触に対する女性の生理学的な応答は、決して承諾を意味しない。また、もう一つの間違った考え方は、女性が性的に男性を魅惑するように装っているならば、それはレイプではないということである。そのような衣装によって、人を性的な願望を呼び起こされた状態にさせるであろうと、しばしば主張される。日本では、北海道・東京連続少女監禁事件などで主張されたが、それもまた承諾を意味していない。
性的行動としてのレイプの範囲に関しては、少なからず論争がある。男性が女性をレイプするのは、力・権力が原因であるという見方や、性的欲求の行動であるという見方などがある。

## 女性による男性のレイプ
女性でも男性に対して、非合意の上での性的行動を強要することがある。この場合、力、薬物、アルコール、またはごまかしによって、レイプを行う。女性の男性へのレイプの場合、男性の勃起などの応答が、自主的であると見なされるがそうではない。こういったレイプの場合、薬品などの影響または心理的影響によるもので、必ずしも自発性や承諾を意味しない。アメリカ合衆国やオーストラリアでは、教師が10代の男子学生を暴行するとして報道されるケースが多い。日本では、2017年の法改正により、男性に対するレイプも法的にレイプ（強制性交等罪）と認められるようになった。

## 男性による男性のレイプ
男性が男性にレイプすることもある。この場合、被害者は社会的に恥ずべきであると考え、しばしば深い精神的損傷を与える。こういった点は、レイプの被害者女性がしばしば直面している恥の形式に似ている。このタイプのレイプは、被害者が必ずしも同性愛者であることを意味しない。加害者が同性愛者であることも意味しない。男性の男性に対するレイプは、刑務所などでよく起こっていることが知られる。こういった場合、強い男性から逃れることができない。
男性の多くは、不本意に生理学的な反応を、暴行によってひき起こされる。これは、他のタイプのレイプでも同様であるが、男性の男性に対する場合、前立腺の刺激があるため勃起・射精しやすい。またこういったレイプは、ペニスにより肛門が裂かれる痛みなど、物理的にも衝撃を受ける。そのため、このタイプのレイプは更なる自尊心の喪失に繋がる。

## 女性による女性のレイプ
女性も女性にレイプされることがある。スウェーデンでは罪に問われる犯罪であり、暴行の際に他の女性の性器に指を突っ込んだ行為がレイプに当たるとして2009年に有罪を宣告された女性の例もある。男性の男性に対するレイプと同様に、女性の女性に対するレイプの被害者は、必ずしもレズビアンであるとは限らない。こういったレイプは、著しく過小申告される。女性による女性に対する性犯罪は、双方によって積極的に隠される。男性の男性に対するレイプと同様に、女性が刑務所で他の女性を暴行することはよくある。
同性愛恐怖の社会において、こういった問題は見逃される。女性は女性より、男性の方へ性的願望を持つべきだとされるため、最も大きい道徳的タブーであるといえる。母性の文化的なイメージも、批判の対象となる。明白な関係は文化的な文脈の水面下に沈み、被害者は言語を絶する体験について話すことができない。烙印は恥、不信、傷跡、汚れとして認識される。